# Бюст А. Ф. Дерябина
Бюст Андре́я Фёдоровича Деря́бина — памятник основателю Ижевского оружейного завода А. Ф. Дерябину, расположенный на Проезде Дерябина в Ижевске. Является памятником регионального значения Удмуртской Республики. Установлен 10 июня 1907 года на плотине Ижевского пруда в честь 100-летнего юбилея завода.
Высота постамента составляет 3,1 метра, бронзового бюста — 0,98 метра.

## История
Автор памятника Иван Никанорович Ситников, театральный художник-самоучка, изготавливал бюст по старинной гравюре А. Ф. Дерябина. Памятник представляет собой бюст А. Ф. Дерябина в мундире с орденом Святой Анны и лентой через плечо. Бюст был размещён на плотине Ижевского пруда напротив Главного корпуса Ижевского оружейного завода, по одной оси с его центральной башней. С обеих сторон постамента размещены вензели императоров Александра I и Николая II. На бронзовой доске с тыльной стороны пьедестала помещена надпись «Сооружён в память столетия Ижевского оружейного завода 10 июня 1807 года — 10 июня 1907 года».
Бюст был установлен 10 июня 1907 года на плотине Ижевского пруда в честь 100-летнего юбилея завода. Создавался на пожертвования рабочих и служащих завода. После революции памятник оказался под угрозой уничтожения, но был сохранён. В 1956 году вокруг памятника были сооружены подпорные стенки, тумбы с цепями и фонари.
В 2007 году, к 200-летию основания оружейного завода, памятник отреставрировали и перенесли ближе к пруду.

## Галерея

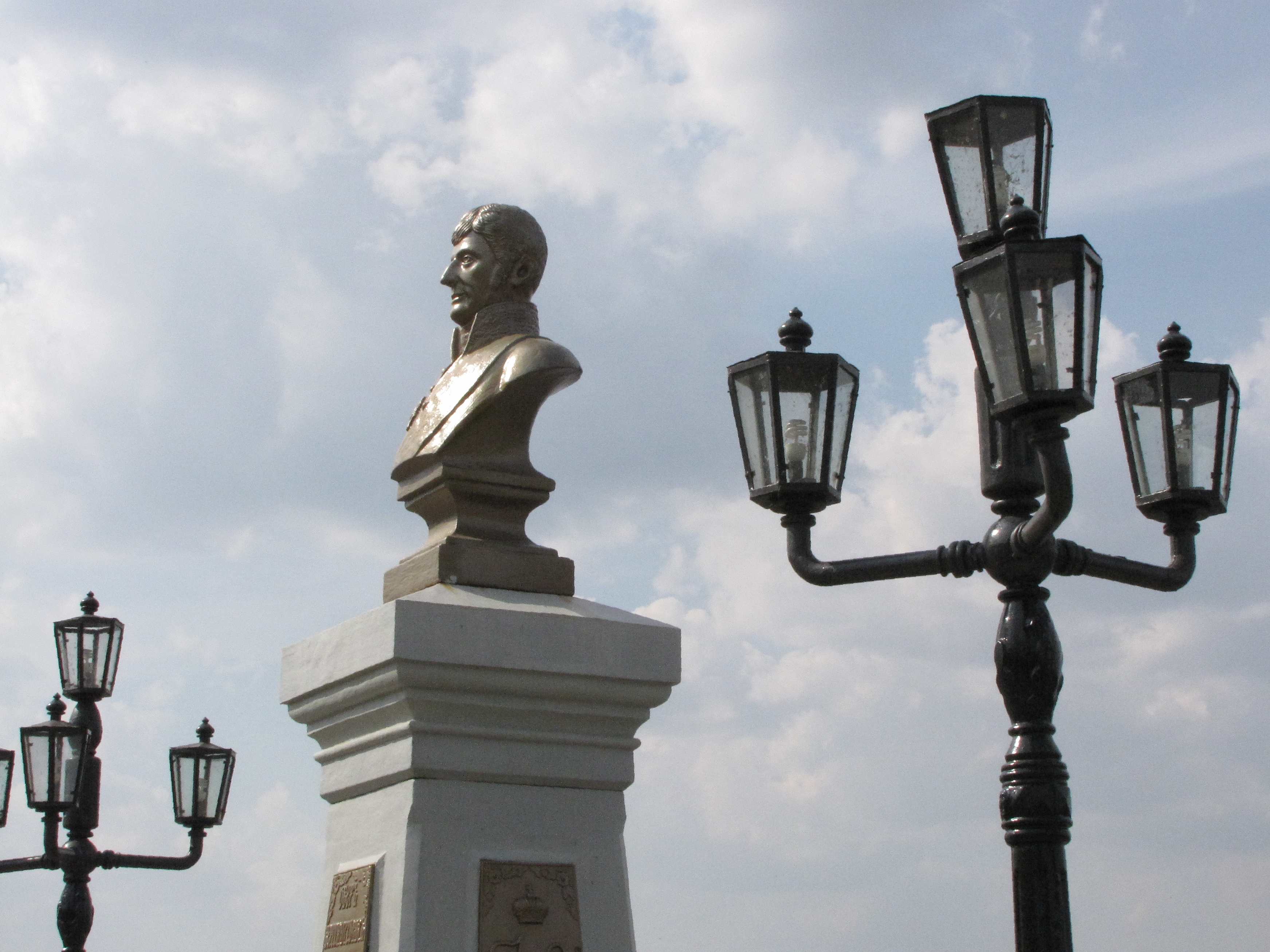
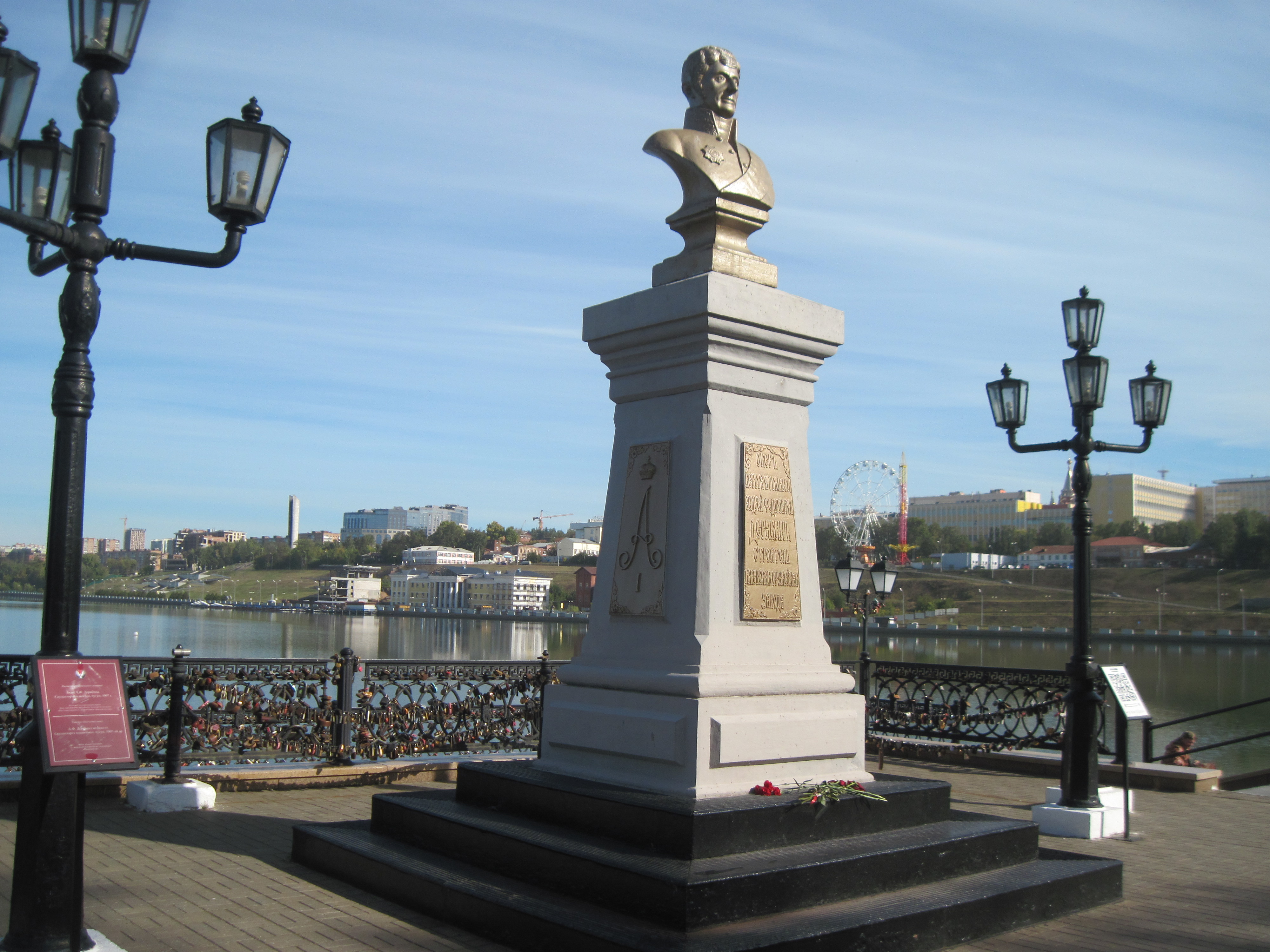
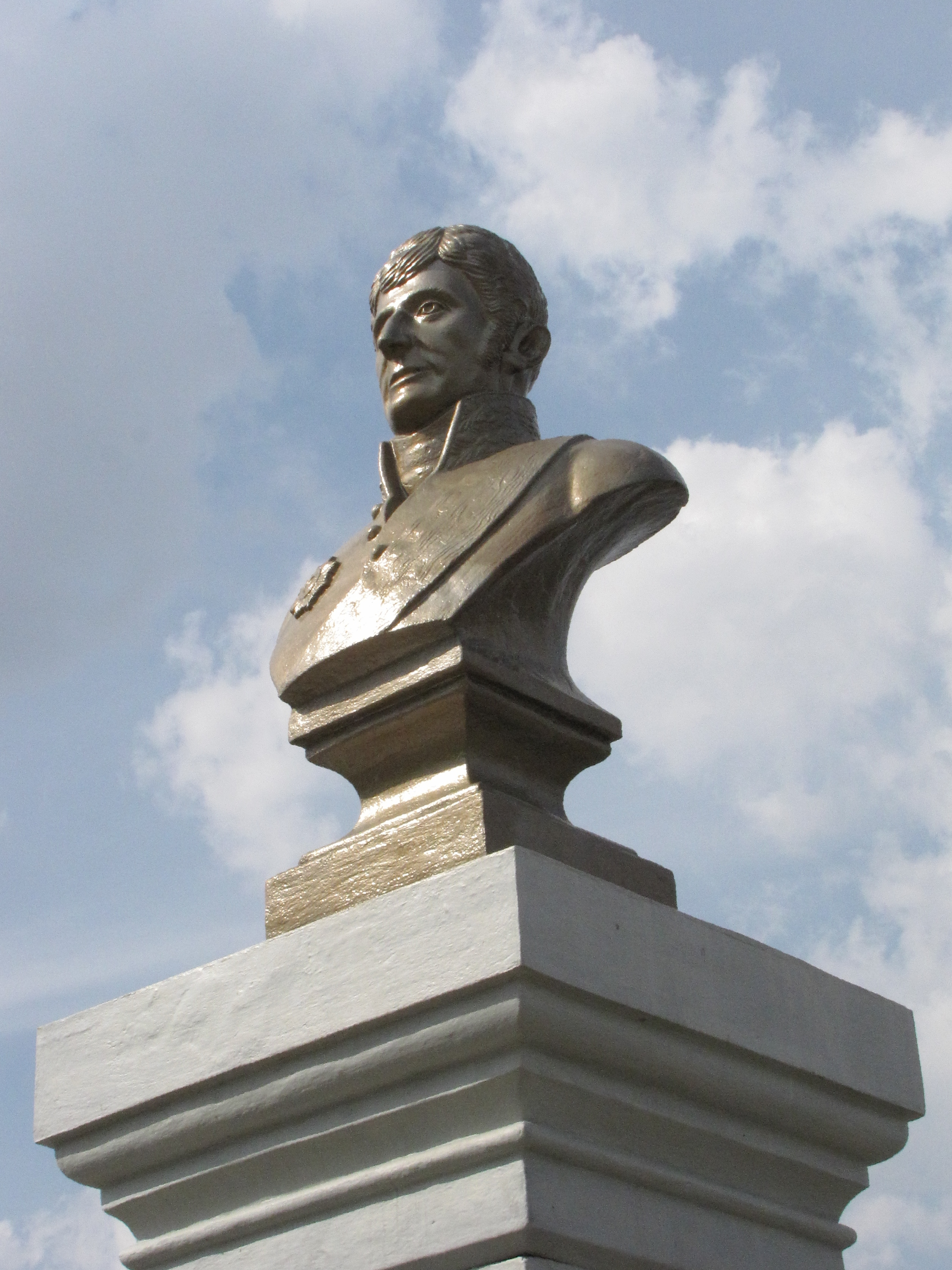
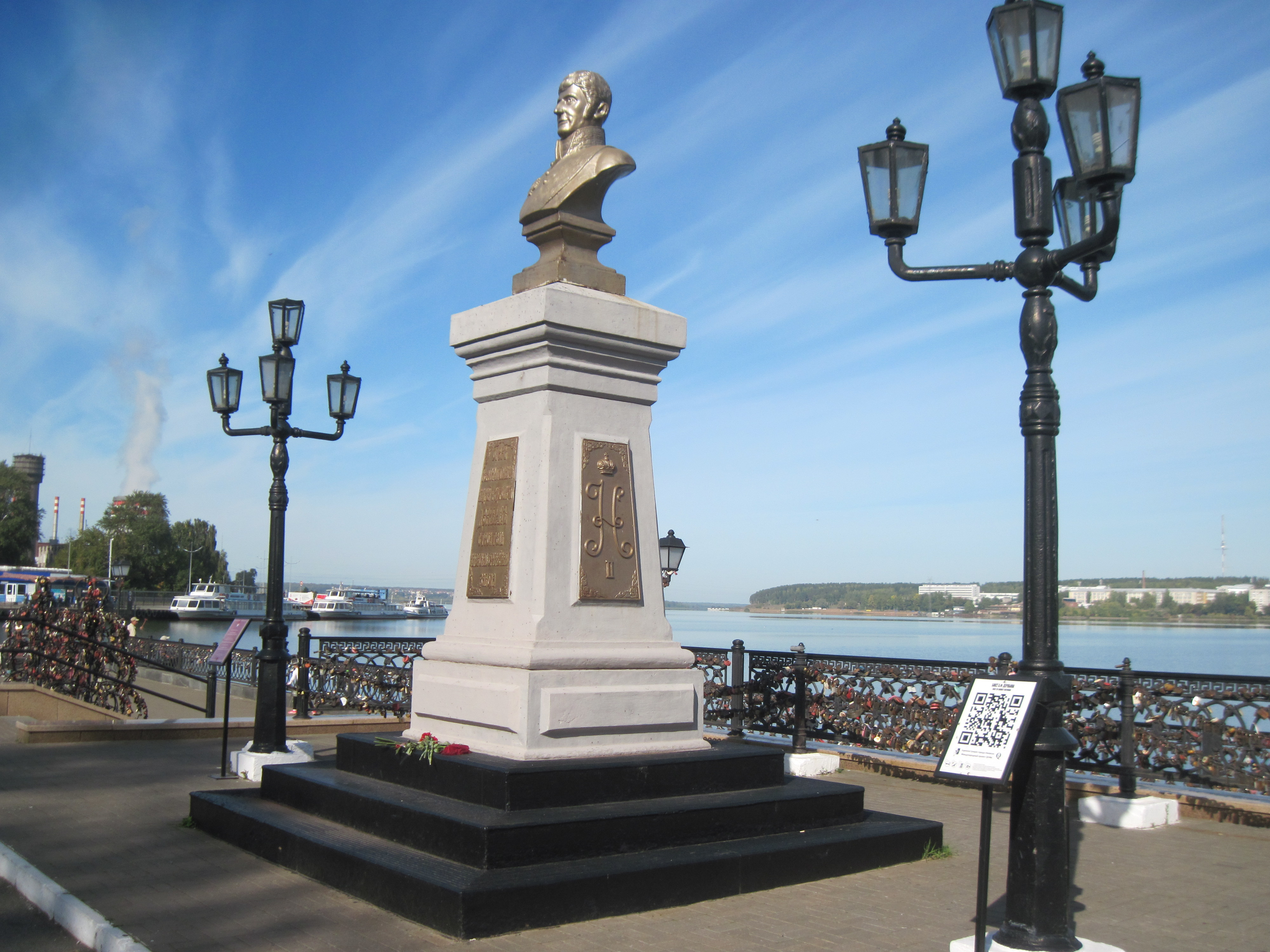
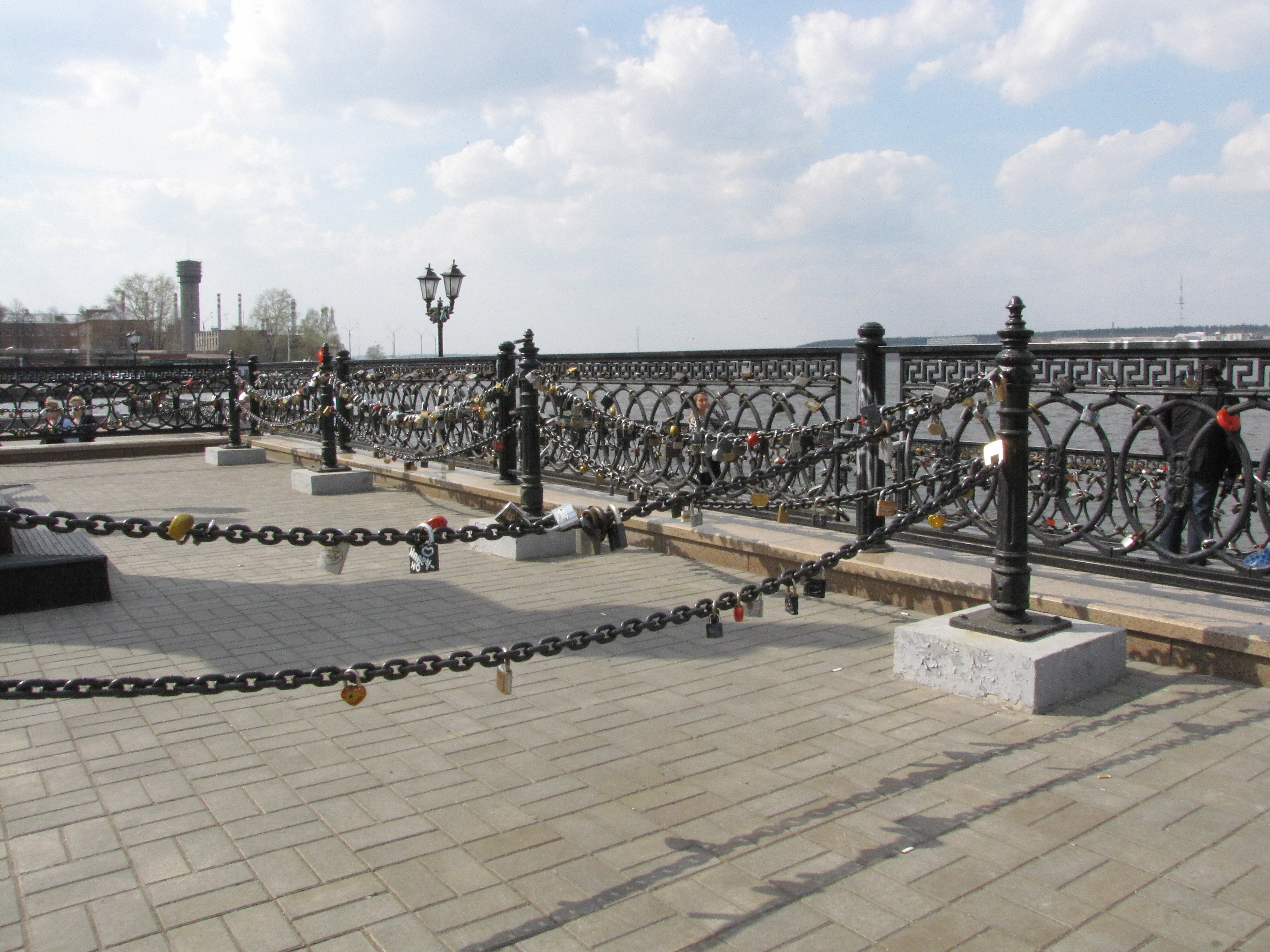